# Леопард
 Тази статия е за животното.  За танка вижте Leopard 2.  
Леопардът (Panthera pardus) е една от така наречените големи котки. 
Леопардът е хищник от семейство котки, един от петте вида от род Panthera разпространен в Субсахарска Африка, западна и централна Азия, югоизточна Русия, Индия и на югоизток в източна Азия, може да тича с  около 58 km/h.
Леопардите ловуват единствено нощно време и са свикнали да прекарват деня, спейки скрити в шубраците, в дупката на някое животно или на клоните на някое дърво.
За леопарда дърветата са място, където почива, ловува и складира храната си. От височината на дървото леопардът прави засадите и нападенията над своите жертви, а също така държи храната си вън от обсега на хиените.
Любима негова плячка са маймуните и някои видове антилопи. Напада и зебри, биволи и др. Когато няма възможност да ловува тази плячка, той също може да се храни с плъхове и други дребни животни и дори плодове.
Както и повечето си събратя от семейство Котки, (с изключение на лъвът) леопардът е самотник. Изключение прави през размножителния период. Бременността му трае около три месеца и женската може да има от едно до шест малки, обикновено две или три.

## Подвидове
На науката са известни девет (10 – 11) подвида:
- Африкански леопард (P. pardus pardus), разпространен в Субсахарска Африка.
- Амурски леопард (Далекоизточен) (P. pardus orientalis), разпространен в руския Далечен изток, Корейски полуостров и североизточен Китай.
- Арабски леопард (P. pardus nimr), разпространен в полуостров Арабия.
- Индийски леопард (Бенгалски) (P. pardus fusca), разпространен е в целия Индостан.
- Индокитайски леопард (P. pardus delacouri), разпространен е в Индокитай.
- Явански леопард (P. pardus melas), разпространен е на индонезийския остров Ява.
- Севернокитайски леопард (P. pardus japonensis), разпространен е в северен Китай.
- Персийски леопард (Ирански) (P. pardus saxicolor), разпространен е в Централна Азия.
- Шриланкски леопард (P. pardus kotiya), разпространен е на остров Шри Ланка.

Африканският леопард е с известни 10 – 11 вариации, арабският и персийският – с по 5 вариации, индийският, индокитайският, амурският – с по 2 вариации и севернокитайският, цейлонският, яванският са без вариации. Някои автори причисляват западноазиатския леопард към персийския, други към арабския, а трети – като самостоятелен подвид. Занзибарският леопард според някои е вариация на африканския, според други той е самостоятелен подвид, трети смятат, че дори е отделен вид (малки разлики в конструкцията на черепа спрямо другите леопарди). Занзибарският и севернокитайският най-вероятно са изчезнали в природата.

## Разпространение и местообитание
Цяла Африка на юг от Сахара, без пустинята Намиб и централен ЮАР. На север от Сахара има три „островни“ популации – Мароко, сев. Алжир и изт. Египет. Югозападна, южна, югоизточна, източна Азия: – Синай, Арабски п-ов., Кавказ, Узбекистан, Таджикистан, Иран, Пакистан, Индия, Непал, Бутан, Бирма, Шри Ланка, Бангладеш, Сиамски и Малайски п-ови, Ява, Китай на север до п-ов Корея и Амурският край. Малки популации в Турция (западно от Анталия), Ирак, Афганистан, централен Китай. В много далечно минало е населявал цяла Европа, Азия без Монголия и Африка. Срещал се е даже и на Британските острови. Обитава всякакви хабитати: Пустини, полупустини, гори, джунгли, планини (до 3000 – 3500 м.н.в. – Хималаите, Кавказ). Живее и в непосредствена близост до човека (Турция, Индия, Бангладеш). Интересен е факта, че леопарди никога не са живели на островите Суматра, Борнео и Сулавеси.
През плейстоцена леопардът е бил разпространен из цяла Европа, вкл. и до Британските острови. Изчезването му от Европа било постепенно и станало от запад на изток. Най-докъсно леопардът се задържал на Балканския полуостров, вкл. и по днешните български земи. Предполага се, че е изчезнал от България не по-късно от желязната епоха (1300 – 600 г. пр. н. е.) 

## Физически характеристики
Едро и набито животно. Теглото на мъжките достига 36 – 70 kg (75 – 91 амурски), женските стигат до 25 – 40 kg (60). Дължина на тялото 1,1 – 1,6 m (1,8 – 2 амурски). Опашка 0,8 – 1,2 m. Козината е къса и гъста (амурски и севернокитайски – дълга и гъста). На цвят леопардите са жълти, през охра и оранжево до светло кафяви. Срещат се чисто черни екземпляри (Меланизъм) – явански, африкански, азиатски), които са наричани черни пантери. Петната на леопарда са цялостни, черни по крайниците, главата и опашката. По тялото най-често са в групи по четири. Коремът и гърдите са бели до жълтеникави, петната там са по-разредени. Притежава силно развито зрение и слух, обонянието е слабо. Бяга сравнително бързо (50 – 60 km/h на късо разстояние), но се уморява лесно. В Южна и Западна Африка се съобщава за леопард, тежащи 96 kg, в Шри Ланка за леопард, тежащ 100 kg, в Зимбабве за леопард, тежащ 101 kg, а в Далечния Изток за леопарди, достигащи до 105 kg.

## Начин на живот
По принцип е нощно животно. Териториален – територията на мъжки леопард е между 10 и 100 km², при амурския достига 500 – 700 km² (1000). Живее 8 – 16 години, в плен до 20 (25). Африканските са тясно свързани с дърветата, живеят, спят, даже отглеждат потомство на тях. Дори когато ловуват, гледат наблизо да има дърво. Също така обичат водата. Азиатските – напротив. Живеят главно на земята, по-рядко се катерят по дървета, плуват прекрасно. В природата леопардът се храни с дребен и среден дивеч рядко едър. Антилопи, сърни, диви прасета, маймуни, чакали, гризачи, ако е много гладен, яде земноводни и влечуги, даже мърша. Африканският, когато улови нещо, гледа да го качи на най-близкото дърво, защото често по-силни животни (лъвове, хиени), му отнемат плячката. Може да качи на дърво животно, което е два пъти по-тежко от него. Леопардът е единственото животно което може да качи плячката си на дърво. Женската ражда 1 – 3 малки, обикновено оцелява само едно. На някои места (Индия, Непал, Бангладеш) често напада домашни животни. При азиатските леопарди нерядко се наблюдава и човекоядство (Индия, Шри Ланка, Бангладеш, о. Ява). Човекоядци стават много възрастни или ранени животни.
Когато женските са разгонени, пръскат миризмата си навсякъде, където се допрат, и привличат мъжкари. Женските започват да дават признаци, че са готови да заченат, като се въртят около мъжките и се търкат в тях. Леопардката ляга на земята и мъжкият се качва върху нея. Бременността трае около 100 дни. Женските обикновено раждат между скалите 2 – 3 малки.

## Интересни факти
Леопардът е защитен вид в целия си ареал. Това не пречи да е обект на лов от бракониери заради скъпата си кожа и части от тялото, които се използват в китайската медицина. Той и пумата са единствените големи котки, чиято численост в природата е по-голяма от колкото в плен.